# Revista Chilena de Derecho
La Revista Chilena de Derecho (RChD) es una publicación cuatrimestral chilena, a cargo de la Facultad de Derecho de la Pontificia Universidad Católica de Chile, dedicada a los temas jurídicos, incluyendo todas las especialidades dogmáticas del Derecho y ciencias conexas, como la Filosofía del Derecho y la Historia del Derecho.
Inició su publicación en 1974, siendo su primer director Jaime Navarrete Barrueto. Su finalidad primordial es la difusión y divulgación de la ciencia jurídica chilena y extranjera. Actualmente, se conforma por las siguientes secciones permanentes: Estudios, Comentarios de jurisprudencia, Recensiones, Ensayos y Crónicas.
La revista está indexada en Web of Science,  Latindex, Index to Foreign legal periodical, Ulrich's international periodical, Library of Congress Online Catalog, Dialnet, Open Journal, EBSCO, Oceáno y Scopus.
A su vez, la Revista Chilena de Derecho está incorporada al proyecto SciELO (Scientific Electronic Library Online) y Dialnet, programas de publicación electrónica que ponen a disposición de todo el mundo los contenidos de esta revista.

## Directores
- Álvaro Paúl Díaz: 2019 - a la fecha
- Juan Luis Goldenberg Serrano: 2014 - 2019
- Patricio Ignacio Carvajal Ramírez: 2012 - 2014
- Ángela Vivanco Martínez: 2007 - 2012
- Alejandro Vergara Blanco: 1997 - 2007
- Guillermo Bruna Contreras: 1993 - 1997
- José Luis Cea Egaña: 1980 - 1993
- Jaime Navarrete Barrueto: 1974 - 1980

## Comité Editorial
- Enrique Alcalde Rodríguez (Pontificia Universidad Católica de Chile)
- Pierre Bon (Universidad de Pau y Pays de l'Adour)
- Bernardino Bravo Lira (Universidad de Chile)
- Marta Cartabia (Universidad Bocconi)
- José Luis Cea (Pontificia Universidad Católica de Chile)
- Hernán Corral Talciani (Universidad de los Andes)
- Diane Desierto (Universidad de Notre Dame)
- Ramón Domínguez Águila (Universidad de Concepción)
- Carmen Domínguez Hidalgo (Pontificia Universidad Católica de Chile)
- Arturo Fermandois Vöhringer (Pontificia Universidad Católica de Chile)
- Juan Luis Goldenberg Serrano (Pontificia Universidad Católica de Chile)
- Felix A. Lamas (Universidad Católica Argentina)
- María Carmelina Londoño Lázaro (Universidad de La Sabana)
- Nuria Pastor Muñoz (Universidad Pompeu Fabra)
- Daniel Peñailillo Arévalo (Universidad de Concepción)
- Etienne Picard (Université de París I)
- Johann Christian Pielow (Universidad Ruhr de Bochum)
- Alejandro Romero Seguel (Universidad de los Andes)
- Francisco Samper Polo (Pontificia Universidad Católica de Chile)
- Jürgen Samtleben (Max-Planck-Institut für ausländisches und internationales Privatrecht)
- Andreas Wacke (Universität zu Köln)

## Equipo de Producción
- Cristóbal García-Huidobro Becerra (Coordinador General)
- Andrea Valenzuela Niemann (Secretaria de la Revista)
- Paula Godoy Muñoz (Ayudante de Redacción)
- Anamaría Quintana Cepeda (Ayudante de Redacción)
- Luciano Zúñiga García (Ayudante de Edición Electrónica)
- Jorge Schuler Manns (Ayudante de Edición Electrónica)
- María José Gómez Álvarez (Bibliotecóloga de Investigación y Publicación)